# 阿爾沃蘭島

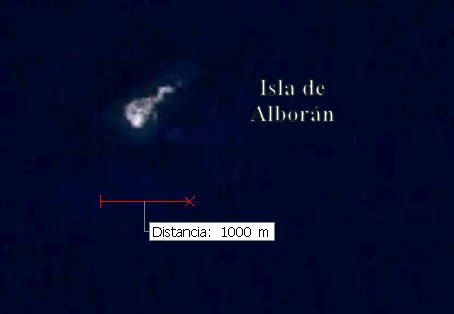

阿爾沃蘭島是西班牙的島嶼，位於地中海西部阿爾沃蘭海，距離阿爾梅里亞省90公里，島長0.66公里、寬0.32公里，面積0.07平方公里，最高點海拔高度15米，隸屬阿爾梅里亞省阿尔梅里亚都会区，人口只有駐紮在島上的21名士兵。

## 外部連結
- Aerial Photograph